# Cyttaria purdiei
Cyttaria purdiei är en svampart som beskrevs av R.E. Buchanan 1886. Cyttaria purdiei ingår i släktet Cyttaria och familjen Cyttariaceae.   Inga underarter finns listade i Catalogue of Life.